# 川鄂黄堇
川鄂黄堇（学名：Corydalis wilsonii）为罂粟科紫堇属下的一个种。

## 扩展阅读
- 維基物種上的相關：川鄂黄堇